# (Ehemalige) Pfarrkirche St. Martin, Mödling

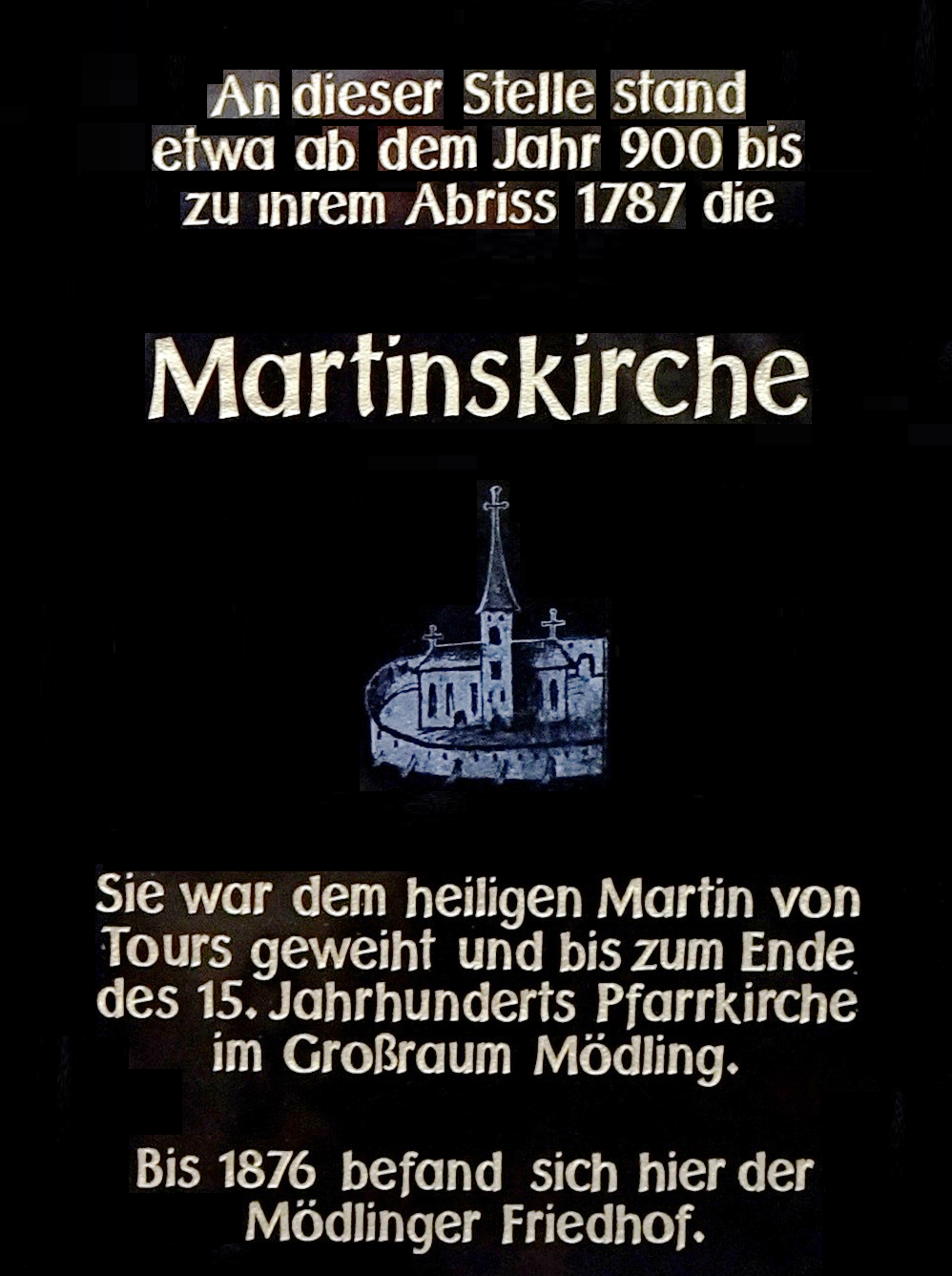
Informationstafel am Hyrtlplatz nahe der Wienerstraße am linken (östlichen) Schutzlöwen des ehem. Waisenhausareals. (Foto: Walter Jirka)

Die St.-Martins-Kirche ist der romanische bzw. um 1744 barock umgestaltete Vorgängerbau der heutigen Waisenhauskirche (St.-Josefs-Kirche) auf dem Areal des ehemaligen Waisenhauses in der Stadt Mödling, Hyrtlplatz, Bezirk Mödling, in Niederösterreich. Sie bestand von etwa bzw. vor 900, also möglicherweise seit karolingischer Zeit, bis 1787 und zählte bis nach 1475 auf Grund der Größe des Pfarrbezirks zu den bedeutendsten Pfarrkirchen im südlichen Niederösterreich bzw. auch in Österreich.

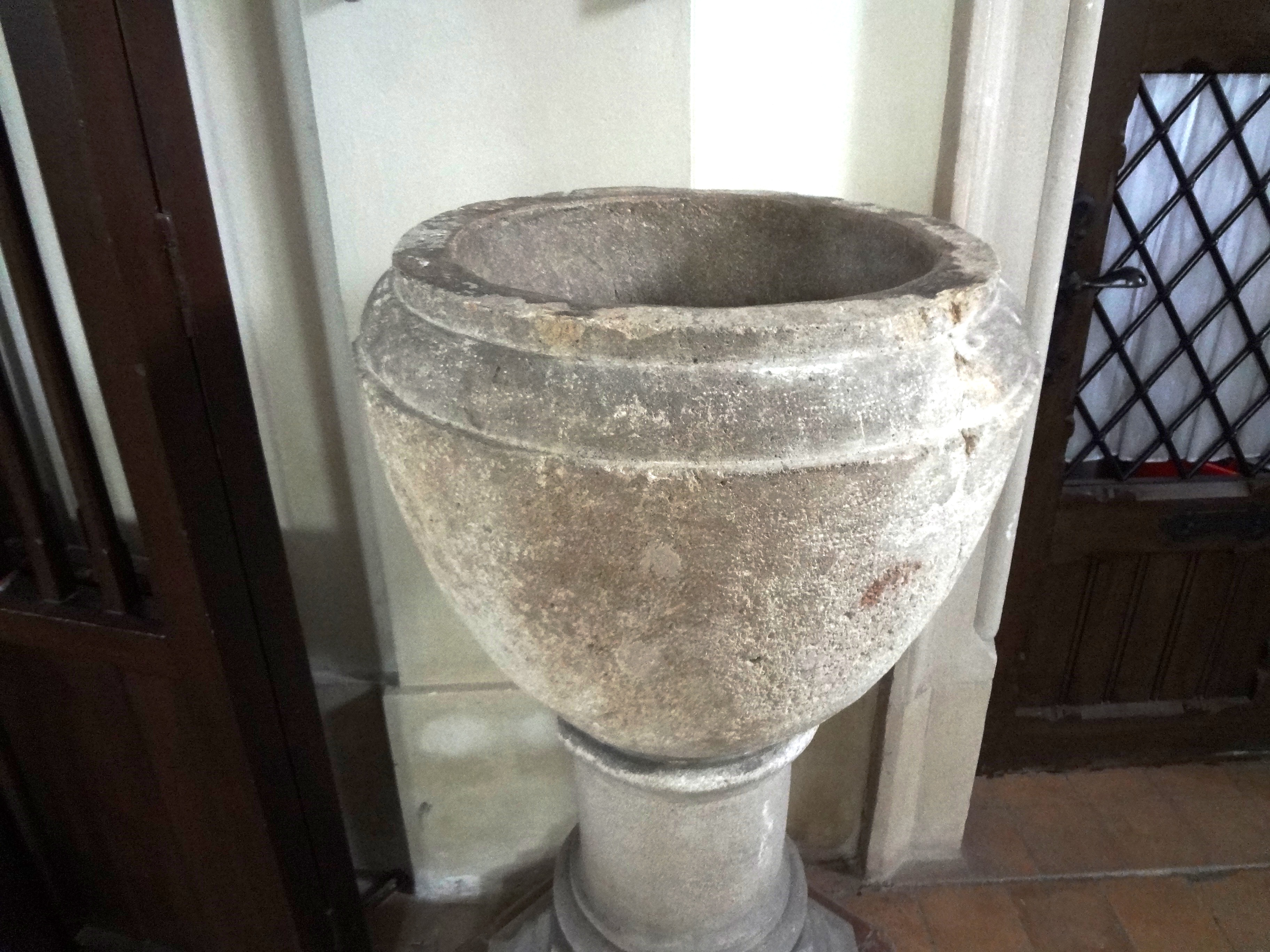
Romanisches Taufbecken (9. Jahrhundert?) der St.-Martins-Kirche mit erneuertem Säulenfuß, heute im Eingangsbereich der Waisenhauskirche situiert. (Foto: Walter Jirka)

Von der ursprünglichen romanischen Einrichtung ist die Schale des Taufbeckens erhalten. Die St.-Martins-Kirche ist als die älteste nachgewiesene Kirche im Raum Mödling anzusehen.

## Architektur
Die St.-Martins-Kirche war eine romanische geostete Ostturmkirche. Im 12 Jhdt. ist die St.-Martins-Kirche als romanischen Quaderbau durch den Fund (1974) eines rotgebrannten Quaders der Kirche nachweisbar Die Kirche hat ein zweijochiges Schiff mit etwa 120 cm dicken Mauern. Das Chorquadrat mit dem Turm an der Ostseite weist gleich starke Mauern auf und war geringfügig vom Kirchenschiff abgesetzt. Eine Apside war bei diesem frühen Bau nicht gegeben. Nach der Zerstörung 1529 wurde der Bau restauriert, nach der Devastierung 1683 wurde um 1744 die romanische Baustruktur durch einen barocken Zu- bzw. Ergänzungsbau samt Apsis erweitert.

## Geschichte bis ca. 1530
903 findet sich die früheste Nennung von Mödling („Ultra montem commigenum […] et ad Medilihha“). Mödling besitzt zu diesem Zeitpunkt mit Sicherheit eine Kirche östlich des heutigen Zentrums an der heutigen Wienerstraße oberhalb des Mödlingbachs an der Stelle, wo heute die Waisenhauskirche steht, möglicherweise gab es eine zweite am Ostabhang des Kalenderberges. Es konnte ein genaues Gründungs- oder Baudatum des Erstbaus der St.-Martins-Kirche bisher nicht eruiert werden.
Martinskirchen reichen in Österreich allgemein bis ins 9. Jahrhundert zurück, also bis in die Zeit der Karolinger. Dies dürfte auf diese St.-Martins-Kirche zutreffen. Die Zuordnung der Kirche zum fränkischen Nationalheiligen Martin von Tours spricht in Verbindung mit der ersten Erwähnung Mödlings 903 deutlich dafür, dass es sich dabei um eine der Urpfarren Niederösterreichs handelt. Im Volksmund wird die St.-Martins-Kirche schon früh als die „große Pfarre in Österreich“ bezeichnet, nicht allein wegen ihrer reichen Zehenten, sondern auch wegen des umfangreichen dazugehörigen Pfarrbezirks und zur Zeit der Babenberger von den Babenbergern reichlich dotiert. Bedenkt man, dass außer Wien in dieser Frühzeit keine weitere Pfarre bestand und dass die Stola-Gebühren für jede liturgische Handlung den Pfarren abgegolten werden mussten, so dass die geistliche Gerichtsbarkeit mehrere Orte umfassten und dass von dem Grundeigentümer den Geistlichen auch der Zehent abgeführt wurden, so muss St. Martin eine reiche Pfarre gewesen sein. Ab dem 9. Jahrhundert ist die St.-Martins-Kirche eine Urpfarre, spätestens ab 1113 Mutterpfarre Niederösterreichs, 1178 als bereits länger bestehende (Mutter-)Pfarre dokumentiert. 1113 dotiert Markgraf Leopold der Heilige (Leopold III.) die St.-Martins-Kirche mit dem Patronat Stift Melk, darin wird die Martins-Kirche erstmals urkundlich als „die große Pfarre“ erwähnt, was sich auf den umfangreichen Pfarrbezirk bezieht.
In einer Urkunde Herzog Friedrichs II. von 1236 heißt es weiters: „Ad notitiam omnium, in scripto duximus relinquendum: quod nos monasterio Mellicensi recognoscimus plenum jus eligendi clericum et etiam praesentandi in ecclesia S. Martini parochiali, quae dicitur Medlinek, in praedictis nullum jus, nos aut potestatem aliquam profitentes habere.“ Das heißt übersetzt: „Zur Kenntnis aller erachteten wir schriftlich hinterlassen zu müssen: dass wir dem Kloster Melk das volle Recht zuerkannt haben, einen Geistlichen zu bestimmen und auch einzusetzen in der Pfarrkirche des Hl. Martin, die Mödling genannt wird, wobei wir erklären, dass wir an Vorbesagtem kein Recht oder irgendeine Verfügungsgewalt haben.“
1256 wird die Kirche in einer Schenkungsurkunde von König Přemysl Ottokar II. erwähnt, in welcher dem Stift Melk ein Hof, der spätere „Freihof“ K. Nr. 9, in Mödling und Weingärten zu dem Zwecke geschenkt wurden, die alte, damals offenbar bereits halbverfallene Martins-Kirche wieder herzustellen und zu erhalten.
1374 wird die Pfarre Mödling und damit die St.-Martins-Kirche dem Stift Melk inkorporiert. Noch 1475 ist die St.-Martins-Kirche als Pfarrkirche nachzuweisen und wird zur Dotation an das Domdekanat Wien bestimmt. Papst Sixtus IV. spricht in einer Bulle vom Jahre 1475 von der St.-Martins-Kirche in „Medling“: „Etsi beatae Mariae in Perchtoldsdorf, quae de jure Patronatus praefati Imperat. (Friderici IV.) ratione Ducatus Austriae existit Praepositurae, et S. Martini in Medling, quae ad collationem et provisionem Abbatis et Convent. Monasterii S.M.V. in Mellico Ord. S. Bened. paroch. ecclesiae Pataviensis et civitati Viennensi contiguae et vicinae existunt, Decanatatui praedicto – incorporentur etc.“ Das heißt übersetzt: „Aber [jene Kirche] der seligen Maria in Perchtoldsdorf, die nach dem Recht der Schirmherrschaft des vorgenannten Kaisers (Friedrich IV. [heute bez. als Friedrich III.]) eine Propstei des Herzogtums Österreich ist, und [jene] des hl. Martin in Mödling, die Pfarren der Passauer Kirche zur Pfründe und Versorgung des Abtes und Konventes des Klosters S. M. V. vom Orden des hl. Benedikt in Melk und der Stadt Wien angrenzend und benachbart sind, sollen dem vorerwähnten Dekanat einverleibt werden usw.“
Im Laufe der Zeit wurden mehrere Orte aus der Mutterpfarre Mödling/St. Martin herausgenommen, auch dadurch wird der Umfang des ursprünglichen Pfarrgebiets deutlich: Guntramsdorf 1200, Perchtoldsdorf 1217, weiters im 13. und 14. Jahrhundert Münchendorf, Biedermannsdorf, Achau und Laxenburg.
In der weiteren Folge wird die St.-Martin-Kirche durch die nun baulich vergrößerte St.-Othmar-Kirche ( Pfarrkirche Mödling-St. Othmar) nahe dem Ortszentrum in der Funktion als Pfarrkirche abgelöst, dient nun vor allem als Friedhofskirche und Orientierungspunkt in der Ebene östlich von Mödling. 1529 werden St. Martin und St. Othmar von osmanischen Streifscharen zerstört.

## Geschichte von ca. 1530 bis 1787
St. Martin wird in der Folge wieder in Stand gesetzt, wobei vor allem das Kirchendach erneuert werden musste.  1582 wird am Torbogen zum Friedhof von St. Martin eine Steintafel mit folgender Inschrift angebracht, die noch 1823 dokumentiert ist: „Richter und Rath lassen die Kirche und den Turm der Martinskirche renovieren.“

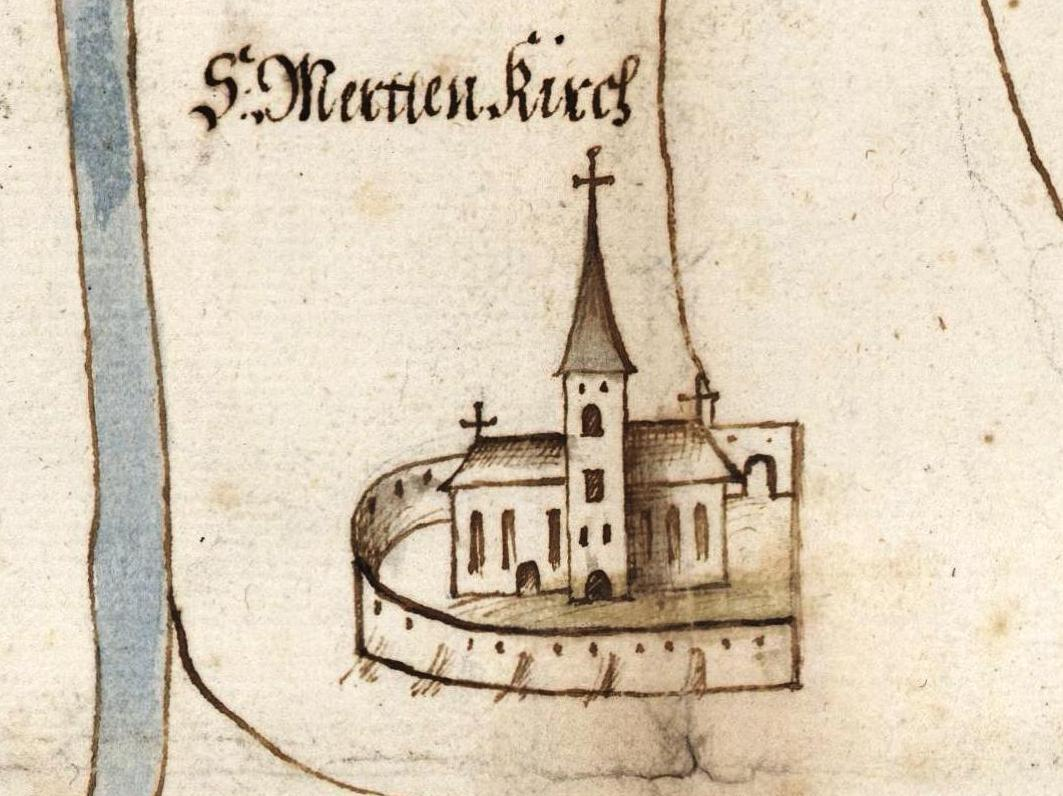
Burgfriedensplan, um 1610, St.-Martins-Kirche, Mödling (Foto: Walter Jirka)

Im Burgfriedensplan von Mödling 1610 sind Kirche und Friedhof von einer Mauer mit Strebepfeilern umgeben. Die gerade Nordmauer auf der Straßenseite deutet auf einen ehemaligen Wehrgraben hin, die Schießscharten in der Mauer lassen vermuten an, dass die St.-Martins-Kirche eine Wehrkirche ist. 1683 wird die St.-Martins-Kirche ebenso wie St. Othmar von Osmanischen Truppen neuerlich zerstört. Näheres über die darauf folgende Wiederherstellung ist derzeit nicht belegt.
1720 vermacht Frau Maria Clara Mazin der St.-Martins-Kirche laut Testament vom 19. Dezember 1720 zwanzig Gulden zur Erhaltung und Ausbesserung des Kirchendaches sowie einen silbernen Kelch und verordnet, dass jährlich drei Heilige Messen auf den drei Altären, dem Mariae-Empfängnis-Altar, dem St.-Martins-Altar und dem Aller-Seelen-Altar, für sie gelesen werden.

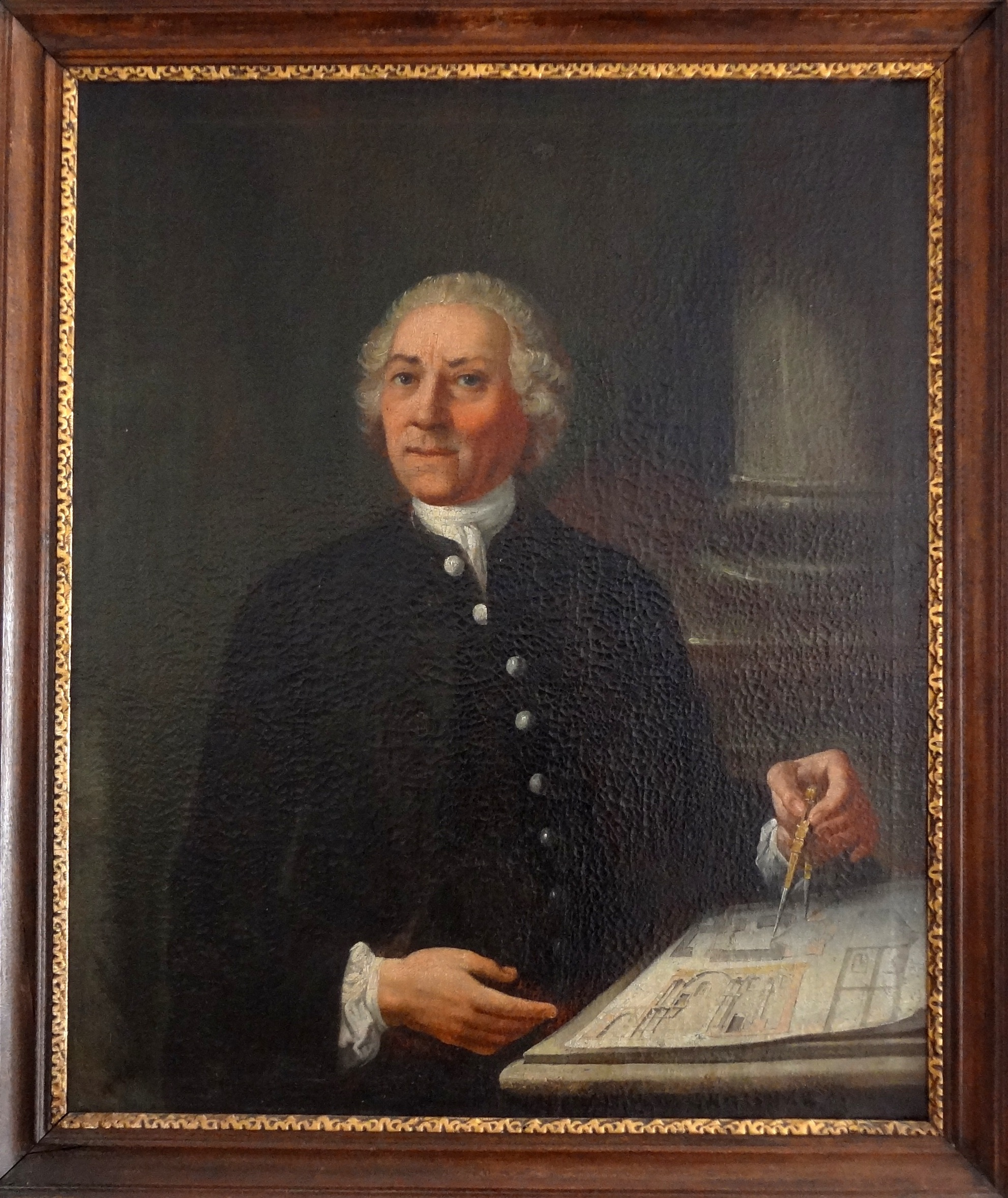
„Ratsherr und Baumeister Johann Georg Kirchhofer“, mit dem Bauplan der St.-Martins-Kirche, Gemälde, anonym, 1744, Museum Mödling, Mödling. (Foto: Walter Jirka)

1738 erweitert Rudolph Graf Korzensky (Korschensky), böhmischer Hofvicekanzler, durch die Schenkung eines anschließenden Weingartens den Kirchengrund, lässt eine Allee, einen Brunnen und eine Einsiedelei anlegen und den Turm und das Kirchendach renovieren. Zugleich „erhebt“ er den Hauptaltar. 1744 schenkt er weitere notwendige Utensilien: „1744, Zur St Martins Kürchen, hat H[err] Lesetarius von Herrn Graffen v[on] Korsinski zwey Meßbiecher vor die lebendige, und 2. vor die Todte od[er] abgestorbene eingeschickt, und lauth Bericht will er noch einen Kelch, und ciborium überschickhen: die Buecher sollen dem Einsidler behändtiget werd[en] zum aufheben.“

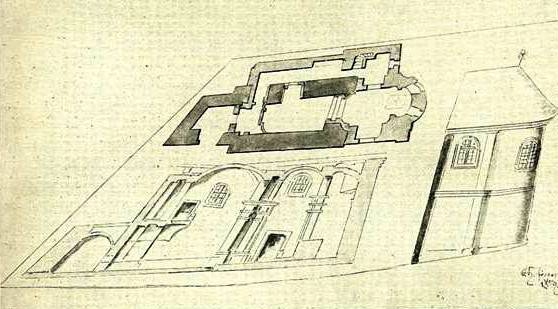
„Ratsherr und Baumeister Johann Georg Kirchhofer“, Gemälde, anonym, 1744, Ausschnitt, Museum Mödling, Mödling. Ausschnitt mit dem Grund- und Aufrissplan der St.-Martins-Kirche für die Wiedererrichtung, dunkel eingefärbt die romanischen Mauerzüge. (Foto: Walter Jirka)

Zum Dank für die Renovierung der St.-Martins-Kirche wird beim Bau das Wappen von Rudolph Graf Korzensky mit folgender Inschrift angebracht: „Aedibus his decerant camerae, tecta atque novari Korschenzkhy hoc comitis gratia larga dedit. Anno salutis (im Jahre des Heiles) MDCCXXXXIV. Eß fehlte dißen Bau, am gwölb, tach, und erneuern. Diß that Korschenzky gnadt, des grafens reichlich Steuern. im Jahr 1744.“ Der Marktrichter und Ratsherr Johann Georg Kirchhofer bedankt sich bei Rudolph Graf Korzensky im selben Jahr für seine Unterstützung.

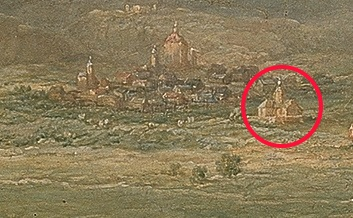
Laxenburg vom Lusthaus auf der Hanawiese gegen Mödling, Ausschnitt mit der St.-Martins-Kirche (rechts) und der St.-Othmar-Kirche (Mitte), Ölgemälde von Johann Christian Brand, 1758. (Foto: Archiv Belvedere 2576 / Walter Jirka)

Der von Johann Georg Kirchhofer bereits um 1744 geplante Umbau ist aber 1748 noch nicht vollendet: „Herr Kürchhofer referirt bey St. Martin wären zum Gewölb der Cöppellen 8000 Gewölb Ziegl erforderlich, und Ihro Excell(enz) Herr Graf v. Korsinski verlangen die Communitat soll dise Ziegl beytragen. Nun da der Marckt Rath nichts verwilligen kan, soll dieses Ihro Excellenz beygebracht werden.“

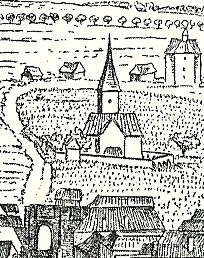
Ansicht von Mödling um 1780, Ausschnitt mit dem Ungartor (vorne) und der St.-Martin-Kirche. Radierung von Emil Hütter (1875) nach der Vorlage von Laurenz Janscha (um 1780). (Foto: Walter Jirka)

1773 werden in der St.-Martins-Kirche jährlich nur mehr zwei Gottesdienste abgehalten.  Noch 1784 findet aber noch eine Prozession zur St.-Martins-Kirche wegen einer Heuschreckenplage statt. Ab 1786 finden in der St.-Martins-Kirche keine Gottesdienste mehr statt: „Bei der im Jahre [1]786 eingeführten neuen Gottesdienst Ordnung wird in beiden Dingen Nebenkirchen kein Gottesdienst mehr gehalten, sondern mit Erlaubnis des Konsistorium, und mit dem Vorbehalt daß es der Pfarrer es nach Umständen abändern kann, wird gestattet, daß täglich in der Spitalkirche eine Messe, an Sonntagen um 8 Uhr, und um 10 Uhr an Werktagen kann gelesen werden, damit auch die Alten und Gebrechlichen, die den Berg nicht besteigen können, eine Meße haben.“ 1787 wird die St.-Martins-Kirche profaniert, d. h. entweiht.

## Profanierung und Abbruch der St.-Martins-Kirche
1787 wird die St.-Martins-Kirche auf Grund der landesfürstlichen Verordnung, dass alle Nebenkirchen aufgehoben werden sollen, und des Beschlusses einer „Extra Commission“ der Marktgemeinde Mödling, der neben dem „Herrn Bürgermeister, Herr Bayer, Raub, Schmitdstätter und [der] Herr[…] Syndicus“ angehören, nach der Profanierung abgetragen. Teile der Inneneinrichtung und das Abbruchmaterial werden versteigert und dem Meistbietenden überantwortet.  Das Baumaterial vom Abbruch wird u. a. für den Bau der Schule in der Pfarrgasse, dem heutigen Gemeindeamt Mödling, verwendet.  Von den drei Altären werden der Martini-Altar, ein weiterer Seitenaltar und das Marienbild um 6 Dukaten an einen „Webermeister“ nach Siebenhirten  und der St.-Johannes-Altar um 10 fl an „Pater Brunner“ nach Breitenfurt verkauft.
Am 20. Dezember 1787 beschließt der Stadtrat, die Glocken der St.-Martins-Kirche zu verkaufen. Der Erlös bzw. das Material dient für den Guss neuer Glocken – statt zersprungener Glocken – der Pfarrkirche St. Othmar.  1788 wird der Kirchengrund für 240 fl. an Ferdinand Hiebl, Leopold Loidl, und Michael Wolf verkauft, wobei vereinbart wird, dass der verbliebene Schutt von der Gemeinde abtransportiert wird und dass die Käufer ein „Häußl“ (Beinhaus) wieder zu errichten hat, wofür sich der Kaufpreis verringert.
In weiterer Folge wird 1789 veranlasst, ein Baumallee zu pflanzen: „Nach dem auf der Strasse über die Hayde in Winters zeiten, da alles verwähet, und der St. Martins Kirche Thurm und Hochgericht abgebrochen, folglich kein Zeichen an der Strasse zu sehen seye, als ist veran last worden, daß neben der Strasse Bäume gesezet, und der ausgelegte Betrag von dem Mauthamte bezahlet werden solle.“

## Der St.-Martins-Friedhof
Der Friedhof neben der St.-Martins-Kirche ist zwar erst seit 1610 bzw. 1695 nachweisbar, aber sicherlich wesentlich älter.

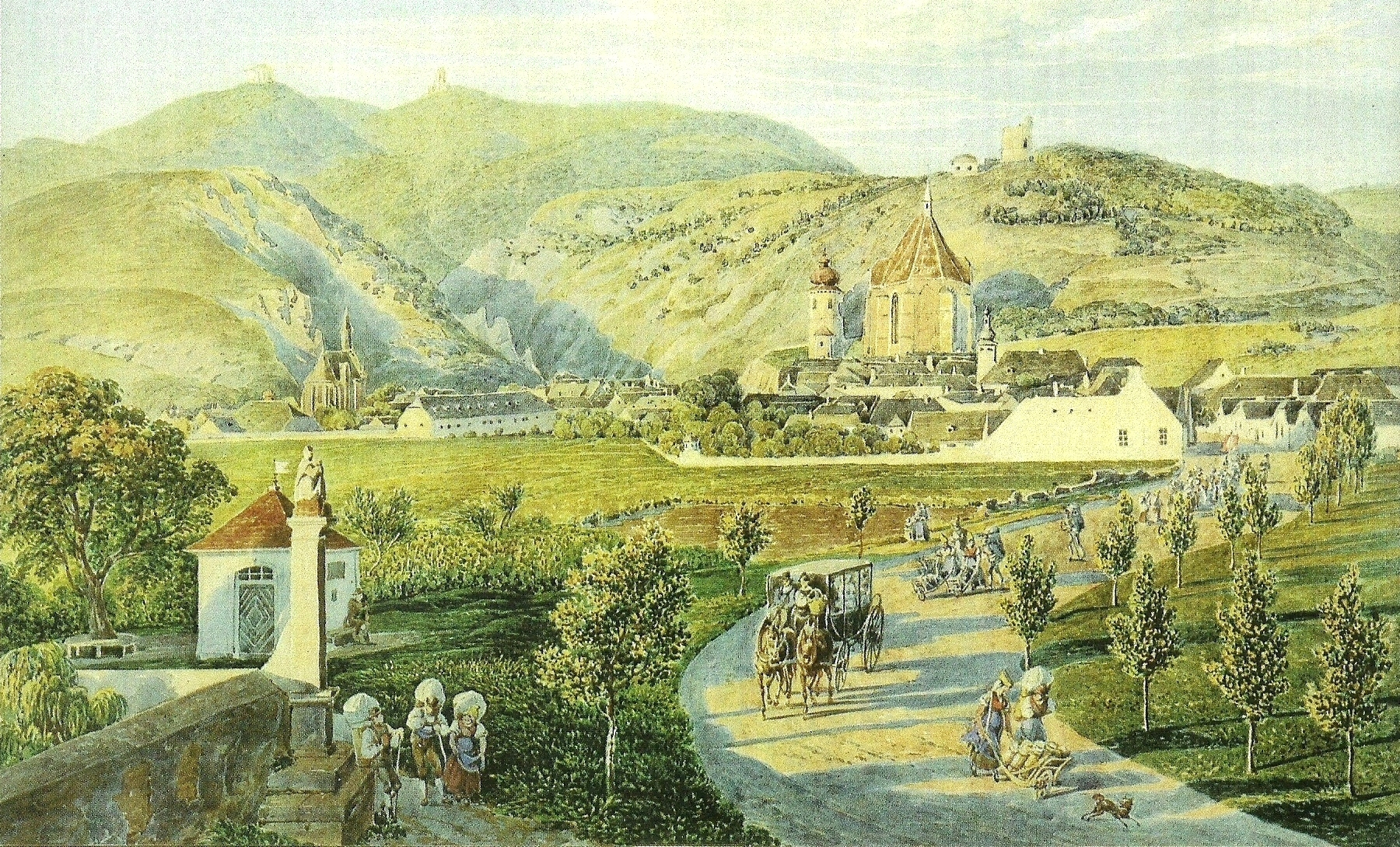
Markt Mödling, Aquarell auf Papier, Eduard Gurk, 1833 (Niederösterr. Landessammlungen, Inv. Nr. KS-6536/2). Ehemaliger Standort der Pieta links an der Ecke der Begrenzungsmauer des St.-Martins-Friedhofs, im Hintergrund St. Othmar. (Foto: Walter Jirka)

Der Friedhof steht auch nach dem Abbruch der St.-Martins-Kirche weiter in Verwendung.  1839 berichtet Adolf Schmidl in seiner Beschreibung von „Wien’s Umgebungen“ ausführlich über den St.-Martins-Friedhof und schreibt u. a.: „Den Schlüssel zum Friedhofe erhält man in einem Häuschen Medlings Nr. 264. Niemand unterlasse den Besuch.“  Er setzt später fort: „Vor dem Friedhofe gegen die Straße hin unter kühlem Schatten ist ein Brunnenhaus mit Ruhesitzen umgeben. Eine wirklich rührende Inschrift daran lautet wie folgt: ‚Dem Landmann, der des Tages Hitze getragen, dem müden Wanderer, dem frommen Pilger nach Maria Zell, dem Verlassenen, der hier das Unersetzliche beweint, widmete diesen Ruheplatz, die Quelle, diesen Schatten, die gute Gräfin Sophie Gräfin v. Wargemont, geb. Baronne v. Domsdorff, den 15. May 1819, bethet für sie und senget sie‘. Eine zweite Schrifttafel darunter enthält die Worte: ‚Obiger menschenfreundlicher Widmung der guten Gräfin, seiner innigst geliebten Gattin, so wie dem eigenen Hang zum Wohlthun entsprechend - hat Ludw. Alex. Graf v. Wargemont dieses gemeinnützige Denkmal und die anliegende Kapelle, seine und der Gattin Ruhestätte errichten lassen. Er starb den 8. März 1821, bethtet für beide und segnet sie.‘“
Der Friedhof wird nach dem Abbruch der St.-Martins-Kirche 1787 bis 1876 noch weiterverwendet.

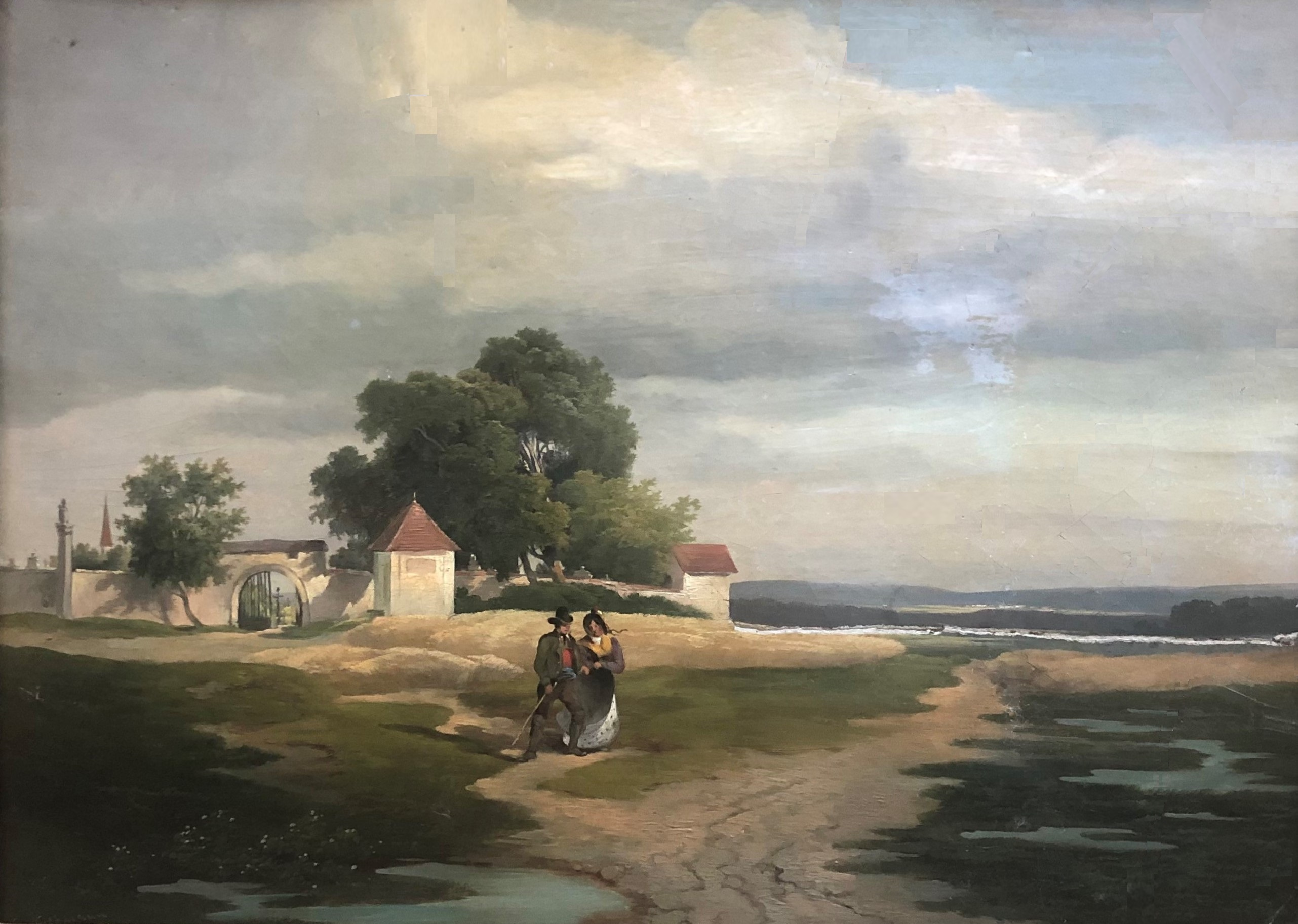
St.-Martins-Friedhof, 1850, Ölgemälde von Anton Altmann, Mödling Museum, Mödling. (Foto: Christian Matzner)

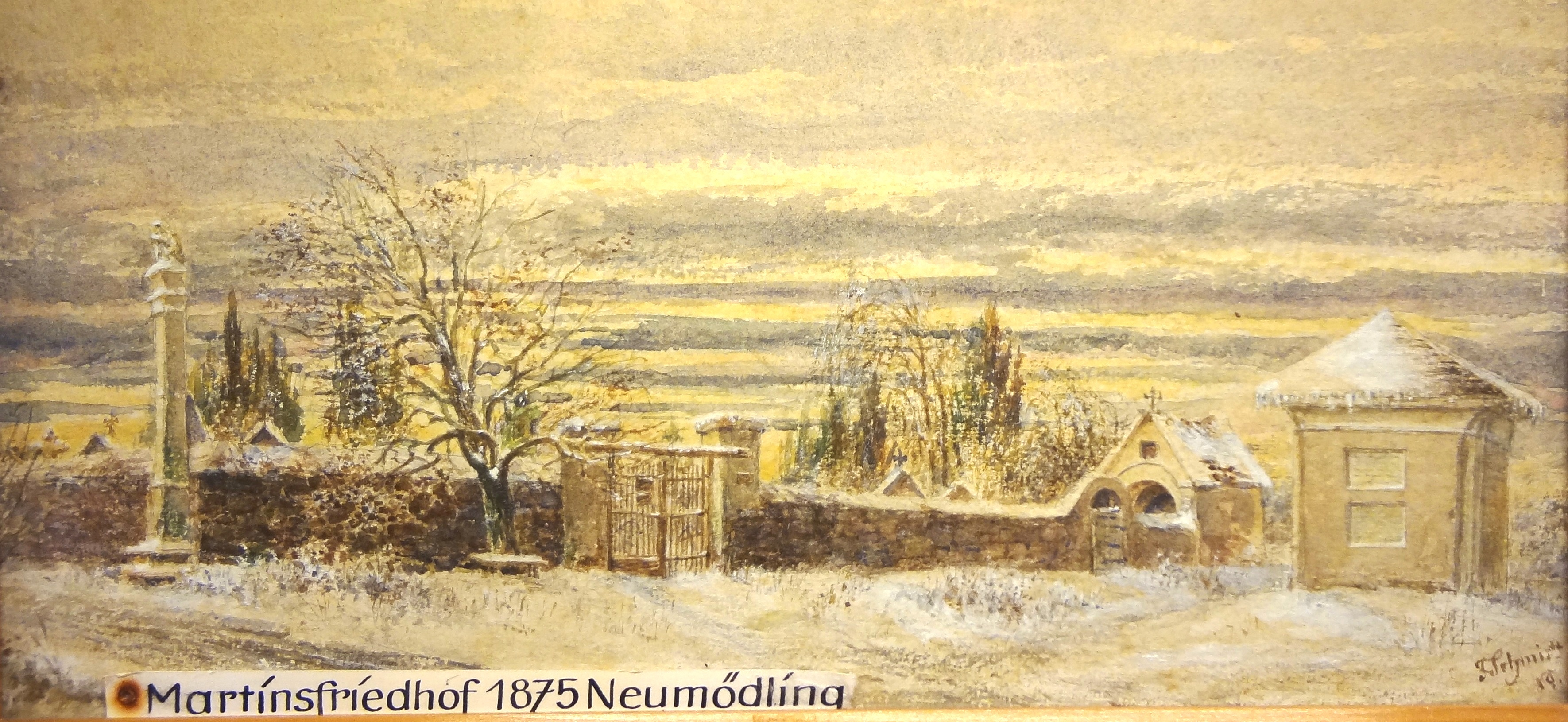
St.-Martins-Friedhof, 1875, Aquarell von F. Schmidt, Volkskundemuseum Mödling, Mödling. Links ist die Pieta situiert. (Foto: Walter Jirka)

Trotz einer Erweiterung 1866 wird der Friedhof von St. Martin aber ab 4. Mai 1876 nicht mehr benützt. Begräbnisse finden in Mödling nun auf dem neuen Friedhof in der Guntramsdorferstraße statt. Den damals gültigen Gesetzen nach darf ein Friedhof erst nach einer weiteren Wartefrist von zehn Jahren aufgelöst werden.

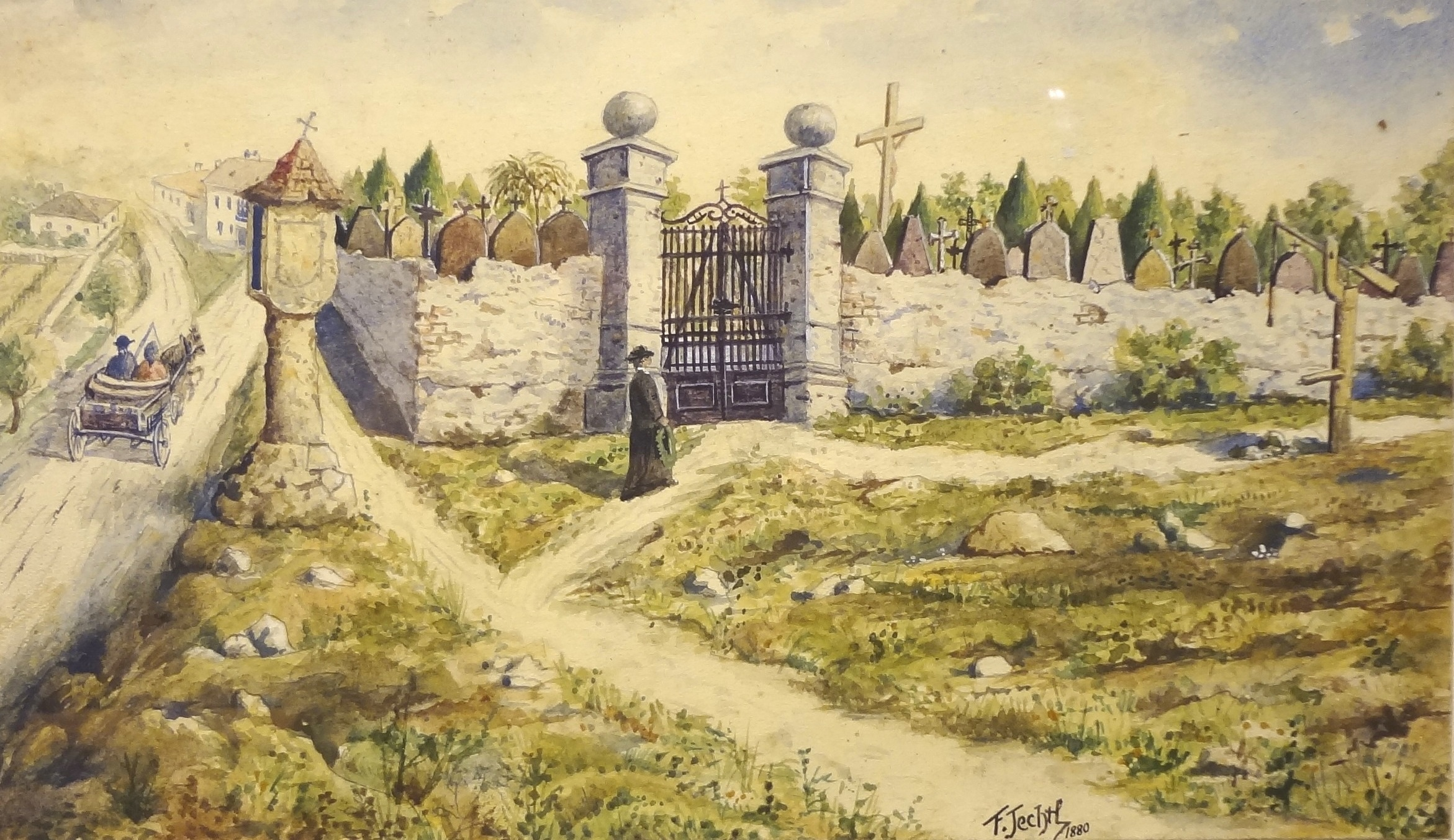
St.-Martins-Friedhof, Mödling, 1880, Aquarell von Franz Jechtl, Volkskundemuseum Mödling, Mödling. (Foto Walter Jirka)

Aus diesem Grund stellt der frühere Bürgermeister – er übte nur bis 1882 diese Funktion aus – Josef Schöffel diesen Friedhof erst 1886 für den Bau der Waisenhauskirche zur Verfügung.  Die als Karner genutzte ehemalige Krypta unter dem (heutigen) Turm der Waisenhauskirche wird abgemauert und bleibt so erhalten. Georadaruntersuchungen der ZAMG, jetzt GeoSphere Austria, haben dies bestätigt.
Das Friedhofsareal wird als Parkplatz und als Vorplatz zu Schulen genutzt. Bei Bauarbeiten wurden 2020/21 an mehreren Stellen Skelettreste u. a. aus dem frühen 15. Jahrhundert  und Bruchstücke ehemaliger Grabsteine, aufgefunden. Ein derartiger Torso ist in der Turmhalle der Waisenhauskirche angebracht. Umfassende Grabungen, Exhumierungen und Sicherungsmaßnahmen wurden nicht vorgenommen.

## Varia
Zu den wesentlichen noch erhalten Objekten des Friedhofs um die St.-Martins-Kirche zählen das Gedenkbild für Sophie Vargemont und eine steinerne Pieta.

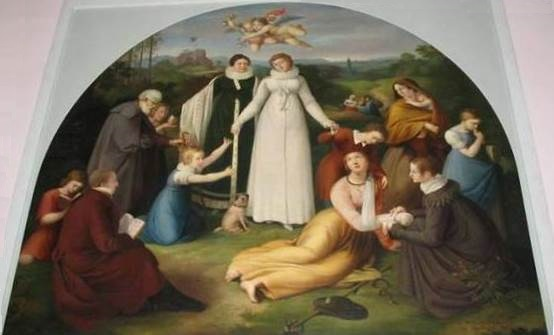
Votivbild (Gedenkbild) der gräflichen Familie Vargemont, Ölgemälde von Johann Evangelist Scheffer von Leonhardshoff (Leonhartshof), 1819; ehemals in der Grabkapelle am St.-Martins-Friedhof, heute im Museum Mödling, Mödling (Festsaal). (Foto: Walter Jirka)

Das Votivbild (Gedenkbild) der gräflichen Familie Vargemont, ein Ölgemälde von Johann Evangelist Scheffer von Leonhardshoff (Leonhartshof) aus dem Jahre 1819, befand sich ehemals in der familiären Friedhofskapelle auf dem St.-Martins-Friedhof. Ludwig Alexander Graf Vargemont (gest. 1821) gab dieses Gemälde als Erinnerungs- und Huldigungsbild für seine verstorbene Frau Sophie Vargemont, geborene Baronin Domsdorff, in Auftrag. Das Gemälde wurde nach Auflassung des St.-Martins-Friedhofs 1878 in die Schöffel-Kapelle auf dem neu eröffneten Mödlinger Friedhof an der Guntramsdorferstraße gebracht, heute befindet es sich im Museum Mödling in Mödling. Das Bild zeigt Sophie Vargemont im weißen Kleid in der Mitte, links neben ihr Fürstin Josephine Liechtenstein. Links vorne ist der Auftraggeber dargestellt, links hinten ist die Ruine Liechtenstein, rechts hinten ist die „Spinnerin am Kreuz“ in Wien-Favoriten zu sehen. Auf das soziale Engagement der Verstorbenen wird durch Personen rechts im Bild hingewiesen.

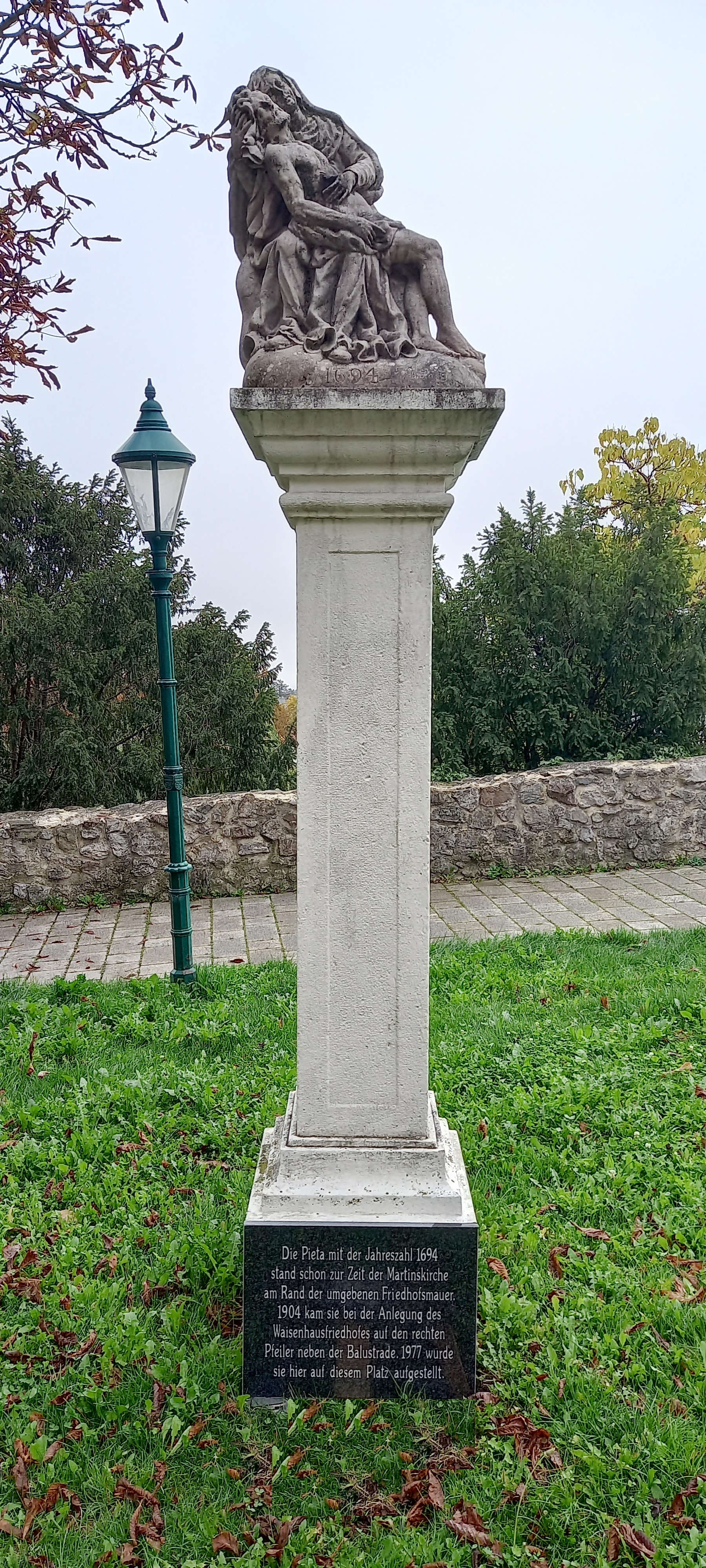
Pieta vom früheren St.-Martins-Friedhof, 1694, jetzt auf dem Kirchenvorplatz bei St. Othmar, Mödling. (Foto: Walter Jirka)

Die mit 1694 datierte steinerne Pietà war ein markanter Blickpunkt an der Mödling zugewandten Ecke der Friedhofsmauer nahe der Straße, wie aus einer Darstellung von Eduard Gurk aus dem Jahre 1833 zu erkennen ist. 1904 wurde sie auf Balustrade des neu gestalteten Waisenhausfriedhofs im Mödlinger Friedhof an der Guntramsdorferstraße übertragen. Seit 1977 befindet sie sich auf dem Vorplatz zur St.-Othmar-Kirche in Mödling nahe dem Karner.